# My 600-lb Life
My 600-lb Life är en amerikansk reality-TV-serie som sänds på TLC sedan 2012. TV-serien följer personer med extrem övervikt (ofta äver 600 pund, motsvarande ca 270 kilo). 
Varje avsnitt följer en (i vissa fall två) person under ett år medan de försöker gå ner i vikt. Patienterna åker till Houston, Texas där de får träffa läkaren Younan Nowzaradan (även känd som "Dr. Now") som vanligen börjar med att sätta patienten på diet och ger dem ett mål att gå ner en viss mängd vikt för att sedan kunna bli aktuell för fetmaoperation. Ofta utför Nowzaradan sedan en gastric bypass eller sleeve gastrectomy för att hjälpa dem att gå ner i vikt ytterligare. 
My 600-lb Life var från början en miniserie på fem avsnitt men på grund av dess popularitet blev den förlängd med fler säsonger. Första säsongen följde patienterna under sju år (2004-2011), men därefter skildrar varje avsnitt vanligen ett år. Från säsong fem är varje avsnitt två timmar (inklusive reklam). Dessförinnan var de en timme långa. 
Serien har även en uppföljare, My 600-lb Life: Where Are They Now som följer samma patienter under ett andra och ibland ett tredje år.